# Sollefteå kontrakt
Sollefteå kontrakt var ett kontrakt inom Svenska kyrkan i Härnösands stift. Kontraktet upphörde 2018 och dess församlingar överfördes då till Ådalens kontrakt.
Kontraktskod var 1004.

## Administrativ historik
Kontraktet bildades 1922 av hela Ångermanlands sydvästra kontrakt. 
Kontraktet omfattade före 2001
- Sollefteå församling
- Multrå församling som 2006 uppgick i Multrå-Sånga församling.
- Långsele församling
- Graninge församling
- Boteå församling
- Styrnäs församling som 2002 överfördes till Härnösand-Kramfors kontrakt.
- Överlännäs församling
- Sånga församling som 2006 uppgick i Multrå-Sånga församling.
- Resele församling
- Eds församling
- Helgums församling

2001 tillfördes från då upplösta Ramsele kontrakt
- Ådals-Lidens församling
- Junsele församling
- Ramsele församling som 2007 uppgick i Ramsele-Edsele församling.
- Edsele församling som 2007 uppgick i Ramsele-Edsele församling.

## Kontraktprostar
2007 var Nils-Erik Nilsson kontraktsprost, kyrkoherde i Ådals-Lidens församling.